# Міст над Латорицею (Мукачеве)
У старі часи Латориця протікала між горами Галіш, Червоною та Ловачка, але з економічних міркувань — з метою встановлення водяних млинів — у XVII столітті за допомогою каналів її відвели ближче до міста через що Мукачеву часто загрожували повені, а в багатьох місцях території були підтоплені.
У 1759 році граф Шенборн порушив питання про те, де в Мукачеві можна збудувати міст. В цьому ж році урядовець Редекер з Кошиць запропонував свій план врегулювання річки, за яким Латориця мала бути відведена у безпечніше русло — прямий канал між Мукачево та Росвиговом.
Після закінчення робіт у Мукачеві довгий час повені не було, але пізніше річка знову завдавала великої шкоди, й упродовж довгих років для їх запобігання використовували так звані остроги, а береги укріплювалися палями та фашинами.
Збереглися й дані про те, що у 1796 році силами комітету був збудований міст через Латорицю. До того у місті діяла корабельна переправа. Цей метод побутував і пізніше. Цікаво, що і в 1970-х роках поблизу міського пляжу людей перевозили дерев'яним човном.
У верхній, північній, частині міста у 1782 році управління домінії збудувало 110-метровий дерев'яний міст, який за багато років був пошкоджений численними повенями й не відповідав потребам часу. Тому 1815 року (за іншими даними — 1816) граф Шенборн звів новий дерев'яний міст, довжиною 84 метри й шириною 5,5 метри приблизно в центральній частині міста Мукачева, на місці нинішнього. Місто зобов'язалося в майбутньому, крім виділення частини необхідних коштів, щорічно на догляд мосту та дамби забезпечувати одного поденника від кожного з платників податків, крім мера та дванадцяти радників.
Натомість мешканці Мукачева та Росвигова могли вільно користуватися мостом. У 1887 році держава викупила його у домінії, а з 1895 року міст було звільнено від будь-яких податків.
У 1898 році на місці пошкодженого був зведений новий дерев'яний міст. Ще й сьогодні при низькому рівні води можна побачити залишки паль, розташованих перед биками моста, які призначалися для захисту від льодоходу та течії; це добре видно й на знімках.
У 1890 році в Мукачеві було відкрито ще один міст, про місце його розташування відомостей немає.
Минуло ледве півтора десятиліття після передачі останнього дерев'яного мосту в користування, як на зміну йому було споруджено сучасний на той час триарковий залізний міст вишуканої конструкції.
За достовірними даними, Підгоряни — що знаходяться на північній околиці міста і лише з 1945 року увійшли до складу Мукачева, а від 1849 року вже певно мали свій міст через Латорицю. Це відомо з документів про знамените зіткнення мукачівців у квітні 1849 року під Сорочою горою з австрійськими військами, які розмістилися на протилежному березі. Невеликий мукачівський загін мав шанси перемогти австрійців, що чисельно переважали у декілька разів, лише розібравши міст над річкою, яка розлилася. Стратегія виявилася вдалою, й угорці здобули блискучу перемогу.
Відступаючи з Мукачева під натиском радянських військ німці (за іншими джерелами — партизани, що підтримуали Червону Армію) у 1944 році підірвали трьохпролітний залізний проліт. Так, як було пошкоджено тільки перші дві арки, після тимчасової відбудови (з росвигівської сторони залишився залізничний проліт, з мукачівської була здійснена добудова з бетону, а середню частину доповнили дерев'яними балками) рух через міст поновився, і кілька років ним користувалися в такому стані.
Нині через Латорицю перекинулися чотири бетонних мости: неподалік замку «Паланок», в центральній частині міста, біля парку (по вул. Садова), а також у районі «Підгоряни».
Пізніше на дамбі річки Латориця з мукачівської сторони був створений бульвар, який вів до пляжу і стадіону Мукачівського спортивного товариства, а також до парку Ференца Ракоці, який було названо на його честь за рішенням органу місцевого самоврядування від 1906 року .
Напевне, часті повені відігравали свою роль у тому, що мешканці Мукачева в числі перших надавали допомогу тим, кого спіткало таке ж лихо. Так було і в 1933 році, коли все місто збирало пожертви для потерпілих села Вилока. З цією ж метою направлені й кошти, зібрані у 1940–1941 роках на організованому Мукачівською торговельною академією концерті, виступів початкової школи та молодіжних вечорах.
Найбільша повінь повінь на Закарпатті всю історію Закарпаття, а також міста Мукачево, сталася 1998 року. Після цієї трагедії було проведено очищення русла річки, укріплення та підвищення дамби.